# Eric Dover
Eric Dover (Jasper, 19 de janeiro de 1967) é um músico (vocalista e guitarrista) estadunidense conhecido por ter sido o primeiro vocalista da banda Slash's Snakepit, além de ter atuado com Alice Cooper e Jellyfish.Atualmente o músico toca na banda Sextus.

## Biografia
Dover começou a tocar guitarra quando tinha 11 anos de idade.Ele tocava em todos os lugares que podia.Ele dividiu o palco com Kim Boyce e estava no grupo The Extras com o baterista Scott Collier em meados da década de 1980.O núcleo da banda que se separou para formar a banda Love Bang em 1991.
Em 1993 ele se juntou ao Jellyfish  em turnê após o lançamento do Spilt Milk. O grupo se desfez em 1994 e se juntou a Dover companheiro de banda, Roger Manning no grupo Doverman. 
Antes Doverman entrou em estúdio, Dover teste como vocalista principal do primeiro álbum solo de Slash do Guns 'N Roses .Dover gravou os vocais na Slash's Snakepit álbum It's Five O'Clock Somewhere antes de voltar Manning na re-nomeada Imperial Drag. 
Depois de Imperial Drag se separou em 1997, Dover apareceu em vários álbuns como músico antes de se juntar a Alice Cooper para o Brutal Planet Tour em 2001.Ele tocou em 2001 é Dragontown e é co-creditado com Alice Cooper e seu colega guitarrista Ryan Roxie na maioria das faixas do álbum de 2003 The Eyes of Alice Cooper.Ele deixou a banda após a turnê de The Eyes of Alice Cooper.Dover passou a aparecer com freqüência com outros membros da banda Cooper como Glamnation.
Atualmente, Dover esta a frente de um grupo chamado Sexto, e adoptou um apelido do mesmo nome.O álbum de estréia Stranger than Fiction foi lançado por Sextus em 18 de março de 2008, sobre Dramapants Records.Dover é atualmente casada e esta morando em Los Angeles .